# SÍ Sørvágur

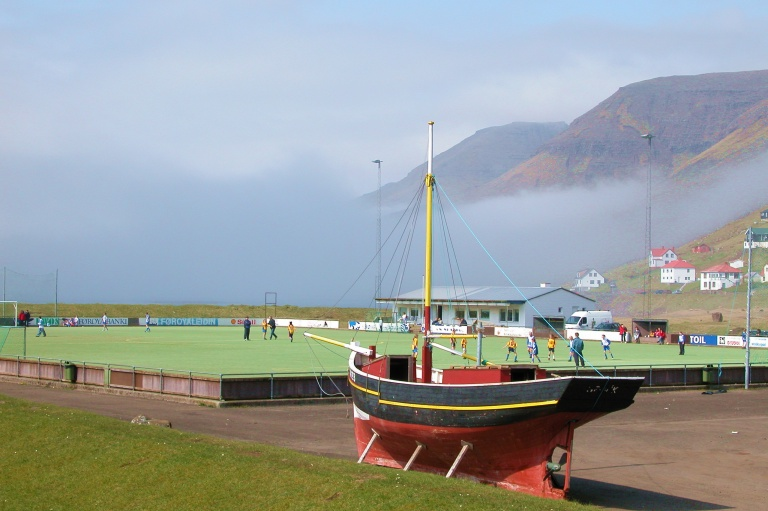
Voetbalveld van Sørvágur.

SÍ Sørvágur is een omnivereniging op de Faeröer uit Sørvágur op het eiland Vágar. De vereniging is op 17 maart 1905 opgericht als Sørvágs Bóltfelag (voetbalvereniging). Al spoedig werd SÍ een omnivereniging met ook zwemmen en handbal als sporten. In de jaren 70 zou ook volleybal tot de sporten worden toegevoegd.
Het enige succes dat SÍ behaalde was het voetbal landskampioenschap in 1947. Daar de mannelijke bevolking van Sørvágur voornamelijk van de visserij leefden en veelal bij Groenland visten kon SÍ geen vast team op de been houden en het succes van 1947 kreeg geen vervolg. Pas na 1960 leefde SÍ op. In 1969 werd SÍ kampioen van de Meðaldeildin (toen tweede divisie). Maar het jaar erop kon SÍ weer geen volwaardig elftal op de been brengen en zakte weer terug.
Op 19 april 1954 werd een voetbalveld in gebruik genomen. Daarvoor werd er gevoetbald op elk terrein wat beschikbaar en bespeelbaar was. In 1979 werd met een renovatie/nieuwbouw begonnen. Op 15 maart 1980, ter gelegenheid van de 75-jarige verjaardag van SÍ, werd het nieuwe complex in gebruik genomen. In 1991 werd en kunstgrasveld aangelegd.
Anno 2007 speelde SÍ in de 1.Deild, de op een na hoogste klasse op de Faeröer. Op 6 november 2007 ging de voetbalafdeling samen met FS Vágar 2004 verder als 07 Vestur.

## Erelijst
- Landskampioen in 1947